# Amazing Red
Amazing Red, eigentlich Jonathan Figueroa, (* 26. April 1982 in Cayey, Puerto Rico) ist ein puerto-ricanischer Wrestler. Seine bisher größten Erfolge waren der dreifache Erhalt der TNA X Division Championship und der einfache Erhalt der ROH World Tag Team Championship mit AJ Styles.

## Karriere

### Anfänge/Independent
Seine Anfänge im Wrestling machte Figueroa bei Impact Championship Wrestling (kurz ICW) am 26. Januar 2001 als Red. Bei Combat Zone Wrestling am 7. April 2001 trat er erstmals als Amazing Red auf. Am 12. April 2001 durfte Figueroa seinen ersten Titel, den PWF-Junior-Heavyweight Titel, von Premier Wrestling Federation erringen. Zusammen mit seinen beiden Cousins Joel und Jose Maximo bildete er das Stable The Spanish Announce Team (kurz The SAT oder SAT). Bei ICW traf Figueroa mehrfach auf den ehemaligen WWE-Superstar Kaval.
Am 27. März 2002 durfte Figueroa seinen zweiten Titel erringen, den MCW-Cruiserweight-Titel von Maryland Championship Wrestling. Im Jahr 2002 fehdete Figueroa kurzfristig gegen seine beiden Cousins.

### NWA Total Nonstop Action Wrestling/Ring of Honor
Am 24. Juli 2002 trat Figueroa erstmals bei NWA Total Nonstop Action Wrestling auf. Figueroa trat von nun an regelmäßig dort auf. Bei NWA/TNA durfte er mehrfach um den NWA/TNA-X-Titel antreten, durfte ihn allerdings nicht erringen. Er trat daneben weiterhin in der unabhängigen Wrestling-Szene an.
Am 15. März 2003 durfte Figueroa mit AJ Styles bei Ring of Honor den ROH Tag-Team-Titel gewinnen. Bei NWA TNA durfte Figueroa mit Jerry Lynn am 16. April 2003 den NWA-World-Tag Team-Titel erringen.

### Japan/Independent
Im Februar und im Sommer 2003 trat Figueroa als Spriggan bei All Japan Pro Wrestling auf. Dabei verletzte er sich am Knie und musste für 8 Monate pausieren. Während dieser Auszeit eröffnete Figueroa zusammen mit seinen beiden Cousins eine Wrestlingschule.
Am 13. März 2004 kehrte Figueroa bei Ring of Honor zurück. Nach seiner Rückkehr fehdete Figueroa bei NWA/TNA kurzzeitig gegen Sonjay Dutt, der von Combat Zone Wrestling zu TNA übergewechselt war. Bei TNA, diese hatte inzwischen offiziell die National Wrestling Alliance verlassen, bildete Figueroa von Juli bis September 2004 ein Tag-Team mit Chris Sabin.
Nachdem TNA seinen Vertrag nicht verlängerte trat Figueroa im Jahr 2005 wieder bei Independentligen auf (vorwiegend bei New York Wrestling Connection). Im Juni 2005 trat Figueroa zwei Mal bei TNA und ein Mal im November 2005 auf. Bei New York Wrestling Connection (kurz NYWC) durfte er am 27. August 2005 den NYWC-Interstate-Titel gewinnen.

### Karrierepause
Am 28. Januar 2006 verletzte sich Figueroa bei NYWC gegen Javi-Air erneut am Knie und legte eine Pause ein. Er kehrte dem Wrestling den Rücken zu und suchte sich eine reguläre Beschäftigung, um sich von den Knieoperationen zu erholen.

### Rückkehr/TNA

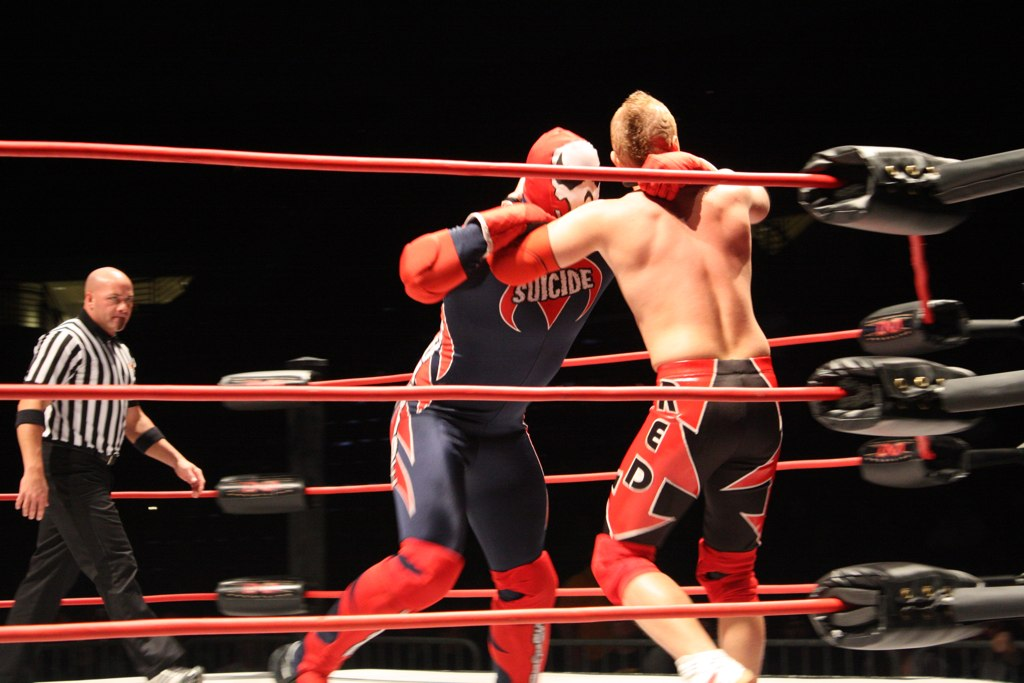
Figueroa gegen Suicide

Eigentlich wollte Figueroa schon im März 2008 bei PWU Haunted sein Comeback feiern, das er aber absagte, da die Geburt seines Kindes bevorstand. Erst im November 2008 feierte er seine Rückkehr bei Jersey All Pro Wrestling.
Am 22. April 2009 kehrte Figueroa zu TNA zurück und trat nun regelmäßig bei TNA auf. Kurzzeitig bildete er ein Tag Team mit Suicide. Figueroa forderte Suicide kurz darauf im Zuge der neuen Storyline um dessen TNAW-X-Division-Titel heraus, den er jedoch noch nicht gewinnen durfte. Am 5. Oktober 2009 errang Figueroa diesen Titel von Samoa Joe.
Am 23. September 2010 durfte Figueroa den X-Division-Titel ein zweites Mal von Jay Lethal bei einer House Show erringen. Den Titel trat er wenige Tage später wieder an Jay Lethal ab.
Nach sporadischen Auftritten, u. a. auch als maskierter Sangriento, gab Figueroa am 4. August 2011 bekannt, dass er und TNA getrennte Wege gehen.

## Erfolge

### Titel
Premier Wrestling Federation
- 1× PWF Junior Heavyweight Champion

Impact Championship Wrestling
- 1× ICW World Champion

Maryland Championship Wrestling
- 1× MCW Cruiserweight Champion

East Coast Wrestling Association
- 2× ECWA Heavyweight Champion

USA Pro Wrestling
- 1× UXW United States Champion

Ring of Honor
- 1× ROH Tag Team Champion (mit AJ Styles)

New York Wrestling Connection
- 1× NYWC Interstate Champion

Total Nonstop Action Wrestling
- 1× NWA World Tag Team Champion (mit Jerry Lynn)
- 3× TNA X Division Champion

## Wissenswertes/Besonderes
- Figueroa erhielt den Namen Amazing Red durch Savio Vega, der ihn als „Amazing“ bezeichnete, nachdem er Red im Ring sah.